# Ischnotoma tarwinensis
Ischnotoma tarwinensis är en tvåvingeart som beskrevs av Alexander 1928. Ischnotoma tarwinensis ingår i släktet Ischnotoma och familjen storharkrankar. Inga underarter finns listade i Catalogue of Life.